# Lipine (Chorwacja)
Lipine – wieś w Chorwacji, w żupanii osijecko-barańskiej, w gminie Đurđenovac. W 2011 roku liczyła 68 mieszkańców.